# Liste von Bergen und Erhebungen im Teutoburger Wald

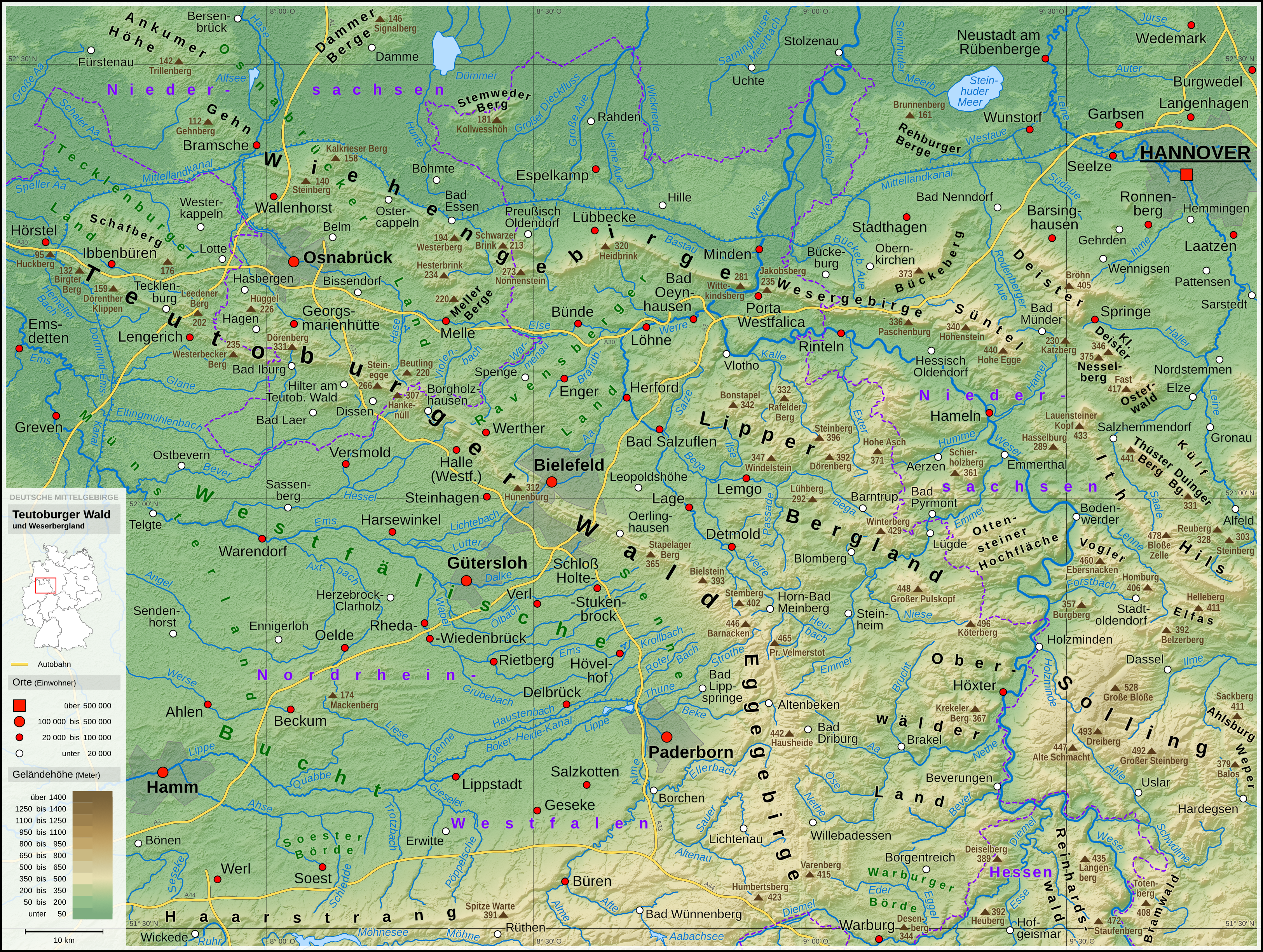
Topographische Karte des Teutoburger Waldes und des Weserberglandes

Die Liste von Bergen und Erhebungen im Teutoburger Wald enthält eine Auswahl von Bergen, Erhebungen und Bergausläufern (teils nur Anhöhen des Gebirgshauptkamms) des in Nordrhein-Westfalen und Niedersachsen (Deutschland) liegenden Mittelgebirges Teutoburger Wald und seiner Ausläufer. Einige gehören zum Iburger Wald (Gebirgsabschnitt bei Bad Iburg) oder Lippischen Wald (Südostteil des Gebirges), manche sind aber auch – im Übergangsbereich zum sich südöstlich anschließenden Eggegebirge – dem Westlichen Eggevorland zurechenbar.
Siehe auch diese Listen:
 Berge in Niedersachsen / Berge in Nordrhein-Westfalen
Die meisten Berge des Teutoburger Waldes liegen in Nordrhein-Westfalen („NW“), jene in Niedersachsen („NI“) und solche auf der Grenze beider Bundesländer sind folgend mit jeweiligen Abkürzungen gekennzeichnet. Sortiert sind sie nach Höhe in Meter (m) über Normalhöhennull (NHN; wenn nicht anders angegeben in der Regel laut ; seltener  oder ):
- Barnacken (446,4 m), Horn-Bad Meinberg-Holzhausen; Lippischer Wald
  - Padberg (437,5 m), Schlangen-Kohlstädt
    - Schierenberg (410 m), Schlangen-Kohlstädt

  - Mordkopf (408,6 m), Horn-Bad Meinberg-Holzhausen
  - Kleiner Rigi (387,7 m), Horn-Bad Meinberg-Holzhausen
  - Kartoffelberg (ca. 385 m), Horn-Bad Meinberg-Holzhausen
- Eggeberg (437,0 m), Horn-Bad Meinberg-Veldrom (auch: Westliches Eggevorland)
  - Bielstein (409,0 m), Horn-Bad Meinberg-Veldrom
mit nahem Skilift
- Hohlestein (433,2 m), Schlangen-Kohlstädt
mit Hohlsteinhöhle (auch: Westliches Eggevorland)
  - Ebersberg (401 m), Horn-Bad Meinberg-Veldrom
    - Markberg (ca. 394 m), Horn-Bad Meinberg-Veldrom
- Oberer Langenberg (418, 8 m), Horn-Bad Meinberg-Holzhausen; Lippischer Wald
  - Unterer Langenberg (386 m), Detmold-Berlebeck
    - Warmsberg (392, 8 m), Detmold-Berlebeck; Lippischer Wald
    - Stiensberg (ca. 390 m), Detmold-Berlebeck
- Düsterlau (417,4 m), Berlebeck-Johannaberg (Detmold); Lippischer Wald
  - Kortewebelshals (385,5 m), Johannaberg
  - Großer Gauseköterberg (366,7 m), Johannaberg
- Stemberg (401, 9 m), Horn-Bad Meinberg-Holzhausen
mit naher Ruine Falkenburg; Lippischer Wald
  - Falkenberg (345,2 m), Horn-Bad Meinberg-Holzhausen
- Bielstein (393,6 m), Detmold-Hiddesen
mit Grundnetzsender Teutoburger Wald; Lippischer Wald
  - Klöppingsberg (393,4 m), Detmold-Heiligenkirchen/Schling
  - Kanzel (351 m), Hiddesen
    - Uffler (290, 9 m), Hiddesen
mit nahem Naturdenkmal Mordkuhle
    - Scharfnacken (281,0 m), Hiddesen
      - Sternschanze (234,7 m), Hiddesen
- Grotenburg (oder: Teutberg; 386 m), Detmold-Hiddesen
mit Hermannsdenkmal und Ringwall; Lippischer Wald
  - Altarstein (ca. 356 m), Hiddesen
  - Hellberg (Heiligenkirchen) (346, 8 m), Detmold-Heiligenkirchen/Schling
- Buchenberg (ca. 385 m), Horn-Bad Meinberg-Veldrom (auch: Westliches Eggevorland)
- Stapelager Berg (365,2 m), Lage-Hörste; Lippischer Wald
- Knieberg (365,1 m), Horn-Bad Meinberg
- Hermannsberg (oder: Großer Hermannsberg; 363,7 m), Lage-Hörste; Lippischer Wald
  - Hörster Berg (315,1 m), Hörste
  - Esbatzen (278,4 m), Hörste
    - Kleiner Ehberg (216,5 m), Detmold-Pivitsheide V. L.
- Großer Ehberg (339,6 m), Detmold-Pivitsheide V. L.
  - Allhornberg (316 m), Pivitsheide V. H.
- Tönsberg (336, 9 m), Oerlinghausen; Lippischer Wald
mit Hünenkapelle, Sachsenlager, Löns-Denkmal, Ehrenmal für Gefallene des 1. Weltkriegs, Windmühlenstumpf Kumsttonne
- Dörenberg (331,2 m), NI, Georgsmarienhütte; Iburger Wald
u. a. mit Hermannsturm (Aussichtsturm)
- Hunneckenkammer (325,7 m), Oerlinghausen; Lippischer Wald
  - Mämerisch (310,2 m), Oerlinghausen
    - Ravensberg (304,0 m), Oerlinghausen
- Hohe Warte (325,0 m), Detmold-Berlebeck; Lippischer Wald
- Auf dem Polle (320,4 m), Bielefeld-Stieghorst/Lämershagen
  - Lewenberg (312,6 m), Lämershagen
  - Eisgrundsberg (268, 9 m), Bielefeld-Stieghorst/Lämershagen
- Bärenstein (317,6 m), Horn-Bad Meinberg-Holzhausen
mit nahen Externsteinen
- Hengeberg (315,7 m), Halle/Werther
- Grafensundern (314, 9 m), NI, Hagen; Iburger Wald
mit Fernmeldeturm Grafensundern
- Knickenhagen (ca. 314,1 m), Horn-Bad Meinberg
mit nahen Externsteinen
- Hünenberg (312,5 m), zwischen Bielefeld-Quelle und -Uerentrup
mit Bielefelder Hünenburg, Aussichtsturm und Fernmeldeturm Hünenburg
  - Jostberg (285,7 m), zwischen Quelle und Uerentrup
  - Sennberg (282,2 m), Uerentrup
- Große Egge (312,1 m), Halle
mit stillgelegtem Richtfunkturm
- Ebberg (309,5 m), zwischen Bielefeld-Senne und -Stieghorst
mit Bielefelder Bismarckturm, genannt Eisernem Anton (Aussichtsturm)
  - Bokelberg (264, 8 m), Senne (Buschkamp)
  - Jostmeiers Berg (260,5 m), Senne (Buschkamp)
mit Zwergenhöhle
  - Hellegrundsberg (276 m), Senne (Buschkamp)
- Hankenüll (307,1 m), NW / NI, zwischen Borgholzhausen und Dissen
  - Ascher Egge (284 m), NI, Dissen
  - Steinbrink (ca. 209 m), NI, Dissen
- Hollandskopf (306,6 m), Borgholzhausen
mit Naturschutzgebiet Johannisegge–Schornstein
  - Schornstein  (ca. 273 m), Borgholzhausen
  - Vicarienkopf (ca. 270 m), Borgholzhausen
- Bußberg (306,2 m), zwischen Bielefeld-Kirchdornberg und Steinhagen-Amshausen
mit Schwedenschanze bei Dornberg
  - Petersberg (266 m), Kirchdornberg / Amshausen
- Rosenberg (301,6 m), Bielefeld-Brackwede
- Palsterkamper Berg (295,1 m), zwischen Bielefeld-Großdornberg und Steinhagen-Rote Erde
- Togdrang (293, 8 m), Bielefeld-Sieker und -Buschkamp
  - Kettlersche Berge (283,6 m), Sieker und Buschkamp
- Barkhauser Berge (292,6 m), Oerlinghausen
- Johannisegge (293,0 m), Borgholzhausen
mit Luisenturm (Aussichtsturm)
- Menkhauser Berg (ca. 271 m), Oerlinghausen
  - Steinbült (261,4 m), zwischen Oerlinghausen und Oerlinghausen-Lipperreihe
mit 492 m langem Tunnel der Landesstraße 751n (Abschnitt Oerlinghausen–Lipperreihe)
- Barenberg (269,2 m), zwischen Borgholzhausen und Hesseln
mit naher Burg Ravensberg
- Großer Freeden (269 m), NI, Bad Iburg
  - Kleiner Freeden (200 m), NI, Bad Iburg
- Käseberg (266, 9 m), Bielefeld-Brackwede
- Steinegge (ca. 266 m), NI, Dissen
mit Fernmeldeturm Dissen (inkl. Aussichtsplattform)
  - Schollegge (255,4 m), NI, Dissen
    - Petersbrink (ca. 212 m), NI, Dissen

  - Sahlbrink (ca. 244 m), NI, Dissen
    - Rechenberg (ca. 206 m), NI, Dissen
      - Steinbrink (ca. 200 m), NI, Dissen
- Ubbedisser Berg (266,0 m), zwischen Bielefeld-Ubbedissen und Oerlinghausen
- Hochholz (264 m), NI, Georgsmarienhütte-Oesede; Iburger Wald
- Gottesberg (ca. 263 m), zwischen Bielefeld-Kirchdornberg und Steinhagen-Amshausen
- Hohnangel (ca. 262 m), NW / NI, zwischen Hilter und Dissen
  - Hülsberg (ca. 254 m), NI, Hilter
- Musenberg (ca. 256 m), NI, Georgsmarienhütte-Dröper
- Knüll (253,5 m), Halle
mit Naturschutzgebiet Knüll – Storkenberg inkl. Aussichts-Bauwerk Kaffeemühle und zwei nahen Denkmälern
  - Storkenberg (ca. 234,0 m), Halle
- Timmer Egge (ca. 254 m), NI, Hilter
  - Asberg (ca. 244 m), NI, Hilter
- Kahler Berg (248,3 m), zwischen Bielefeld-Bethel und -Uerentrup
mit jeweils nahem Tierpark Olderdissen und Botanischem Garten Bielefeld
- Baumannsknollen (245,0 m), NI, Georgsmarienhütte; Iburger Wald
  - Lammersbrink (191, 9 m), NI, Georgsmarienhütte
mit Varusturm
- Hohnsberg (242 m), NI, Bad Iburg
- Großer Berg (235,5 m), Halle
  - Hellberg (Halle) (230,3 m), Halle
- Westerbecker Berg (235 m), Lienen
- Hüggel (226 m), NI, zwischen Hasbergen, Hagen und Georgsmarienhütte
- Zedling (225,7 m), Detmold-Hiddesen; Lippischer Wald
  - Kahler Ehberg (224,1 m), Hiddesen
  - Kupferberg (197 m), Detmold-Heidenoldendorf
- Beutling (ca. 220 m), Melle-Wellingholzhausen
mit Naturschutzgebiet Beutling und Aussichtsturm
- Lönkerberg (ca. 220 m), zwischen Bielefeld-Brackwede und Gadderbaum
- Urberg (218,1 m), NI, Bad Iburg
- Hohe Liet (217,5 m), Steinhagen-Amshausen
- Jacobsberg (216,7 m), Steinhagen-Amshausen
- Kleiner Berg (ca. 210 m), NI, zwischen Bad Laer, Bad Rothenfelde und Hilter
mit Aussichtsturm
- Leedener Berg (202,4 m), Tecklenburg-Leeden
- Johannisberg (197,0 m), Bielefeld
- Limberg (194,3 m), NI, Bad Iburg
(Absturzort von Zeppelin LZ 7, 1910)
- Dörenther Klippen (159 m), Ibbenbüren
- Hagenberg, NI, (139,2 m), Bad Iburg
- Birgter Berg (131, 8 m), Hörstel-Birgte
- Riesenbecker Berg (133,5 m), Hörstel-Riesenbeck
  - Lagerberg (128,2 m) Hörstel-Riesenbeck
  - Bergeshöveder Berg (118,2 m), Hörstel-Riesenbeck
- Huckberg (95,2 m), Hörstel-Bevergern
nordwestlicher Endpunkt des Teutoburger Waldes

## Berge/Erhebungen mit fehlenden Werten
Dies sind noch nicht recherchierte oder noch nicht genau lokalisierte Berge/Erhebungen:
- Mielberg (251 m), Bielefeld-Dornberg
- Stadtberg, in Rheine